# 不完全なふたり
『不完全なふたり』（ふかんぜんなふたり、Un Couple Parfait）は、諏訪敦彦監督による2005年のフランスと日本合作の映画。

## あらすじ
マリー（ヴァレリア・ブルーニ＝テデスキ）とニコラ（ブリュノ・トデスキーニ）という1組の夫婦が友人の結婚式への参加のためにパリを訪れる。彼らは間もなく離婚するつもりでいることを友人たちに告げる。

## キャスト
- ヴァレリア・ブルーニ＝テデスキ
- ブリュノ・トデスキーニ
- ナタリー・ブトゥフ
- ルイ=ドー・デ・ランクサン
- ジョアナ・プレイス
- ジャック・ドワイヨン
- アレックス・デスカス
- レア・ヴィアゼムスキー
- マルク・シッティ
- デルフィーヌ・シュイロット

## 評価
雑誌『Variety』のLeslie Felperinは、同じ主題を扱ったヴァレリア・ブルーニ＝テデスキ主演の『ふたりの5つの分かれ路』を想起させる、と指摘した。
第58回ロカルノ国際映画祭にて、審査員特別賞と国際芸術映画評論連盟賞を受賞した。
フランスでは3万人以上の動員を記録した。